# Saint-Quentin-le-Petit
Saint-Quentin-le-Petit è un comune francese di 157 abitanti situato nel dipartimento delle Ardenne nella regione del Grand Est.

## Società

### Evoluzione demografica
Abitanti censiti